# Philippe Madrelle

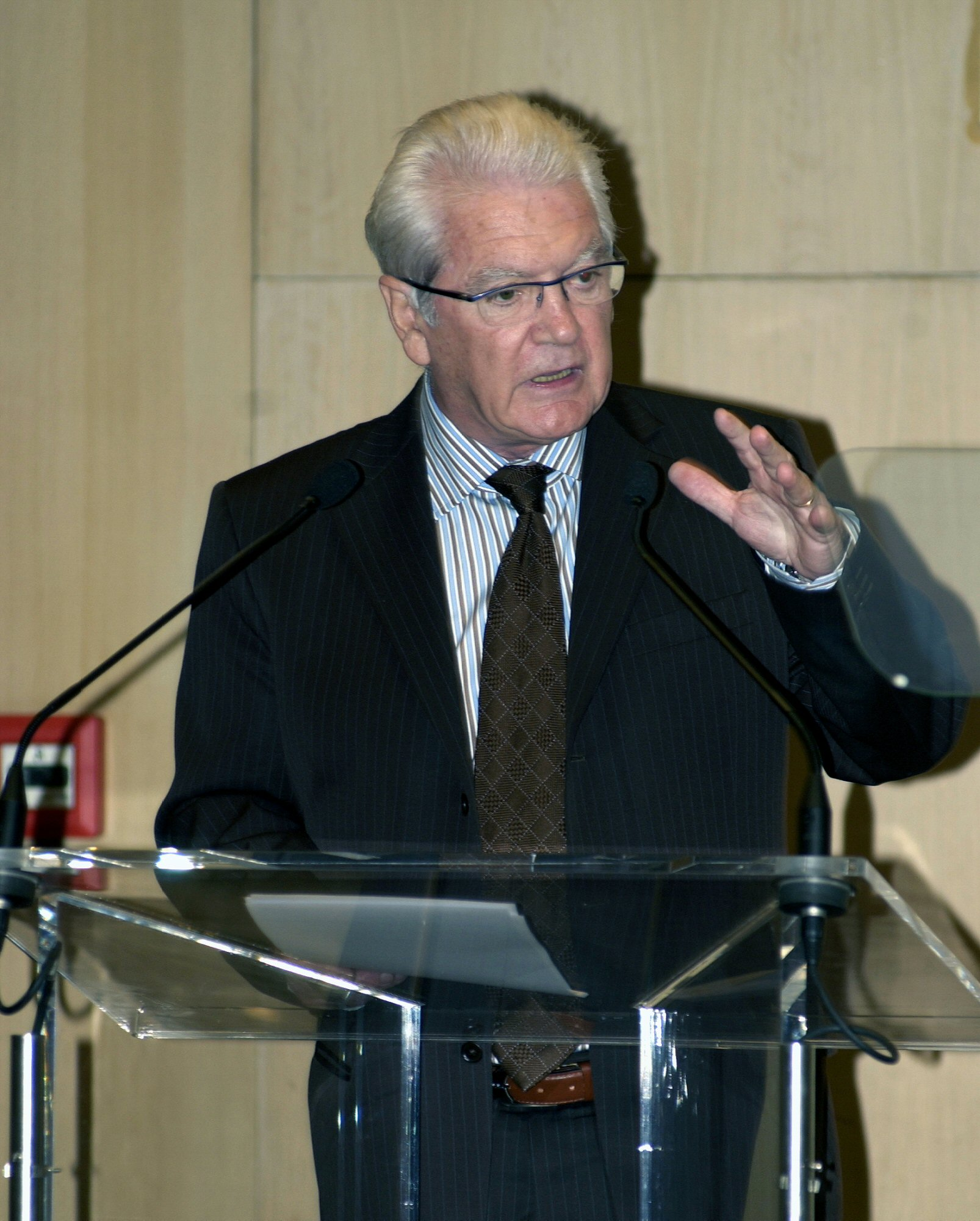
Philippe Madrelle, 2011

Philippe Madrelle (* 21. April 1937 in Saint-Seurin-de-Cursac, Gironde; † 27. August 2019 in Bordeaux) war ein französischer Politiker.
Madrelle war von Beruf Englischlehrer. Als Mitglied der sozialistischen SFIO wurde er 1965 in den Gemeinderat der Kleinstadt Ambarès-et-Lagrave in der Nähe von Bordeaux gewählt. Als der bisherige Abgeordnete des 4. Wahlkreises im Département Gironde, René Cassagne, im November 1968 starb, rückte Madrelle in die Nationalversammlung nach. Mit 31 Jahren war er zu der Zeit das jüngste Parlamentsmitglied. Bei den Parlamentswahlen 1973 und 1978 wurde sein Mandat bestätigt.
Als Vertreter des Kanton Carbon-Blanc wurde Madrelle 1969 außerdem in den Generalrat des Département Gironde gewählt, dem er bis 2015 angehörte. Von 1976 bis 1985 und von 1988 bis 2015 war er Präsident des Generalrats sowie von 1976 bis 2001 Bürgermeister der Gemeinde Carbon-Blanc.
Bei der Wahl zum französischen Senat 1980 war Madrelle Spitzenkandidat der Sozialisten in der Gironde. Er schied aus der Nationalversammlung aus und gehörte stattdessen der zweiten Parlamentskammer für fünf Wahlperioden bis zu seinem Tod an. Als Nachfolger von André Labarrère wurde Madrelle zudem 1981 zum Präsidenten des Regionalrats von Aquitanien gewählt. Dieses Amt verlor er jedoch 1985 an den Gaullisten und Bürgermeister von Bordeaux Jacques Chaban-Delmas. Bei der Eröffnungssitzung des Senats im Oktober 2017 war Madrelle der Alterspräsident.